# Marminiac
Marminiac är en kommun i departementet Lot i regionen Occitanien i södra Frankrike. Kommunen ligger i kantonen Cazals som tillhör arrondissementet Cahors. År 2022 hade Marminiac 348 invånare.

## Befolkningsutveckling
Antalet invånare i kommunen Marminiac
| Referens: INSEE |